# فندق راديسون رويال دبي
فندق راديسون رويال دبي هو ناطحة سحاب ومجمع فندقي يقع في دبي، الإمارات العربية المتحدة. تم الانتهاء من المبنى المكون من 60 طابقًا في عام 2010 ، حيث بدأ تشييده في عام 2005، ويضم فندق راديسون. يقع المبنى الخرساني الحديث في شارع الشيخ زايد. يحتوي الفندق على 471 غرفة، ويقع بالقرب من مطار دبي الدولي ومركز دبي المالي العالمي ومركز دبي التجاري العالمي.